# Okręty podwodne serii XV
Okręty podwodne serii XV – niewielkie okręty podwodne konstrukcji radzieckiej, stanowiące odmianę jednostek typu M (Malutka). Projekt tych przybrzeżnych okrętów opracował F. F. Poluszkin, w całkowicie spawanym układzie jednokadłubowym z zewnętrznymi zbiornikami balastowymi. Projekt ten stanowił znaczące ulepszenie wcześniejszych serii typu M, ze znacznie zwiększonym zasięgiem i większym zapasem torped. Żaden z okrętów tej serii nie został ukończony przed zakończeniem II wojny światowej.
Daty wodowania jednostek: M-200 Miestʹ – 4 lutego 1941, M-201 – 4 lutego 1941, M-202 Rybnik Donbasa – 4 kwietnia 1941, M-203 Irkucki Rybak – 7 lipca 1941, M-204 – 1946, M-205 do M-216, M-219, M-231, M-234 do M–253, M-257, M-258, M-260, M-262, M-266, M-270 do M-291 1947–1949. Ostatnie jednostki tego typu zostały wycofane z marynarki radzieckiej w latach 60. XX wieku. W 1955 roku Związek Radziecki wydzierżawił Polsce 6 okrętów typu XV: ORP „Ślązak” (ex-M-270), „Kaszub” (ex-M-290), „Kurp” (ex-M-246), „Krakowiak” (ex-M-279), „Kujawiak” (ex-M-245), „Mazur” (ex-M-236) – wycofane w latach 1963–1966. ORP „Kujawiak” oraz „Ślązak” zostały po zakończeniu służby zatopione i są dostępne do zwiedzania dla płetwonurków. Oprócz ZSRR i Polski, używane były też przez Egipt, Chiny, Rumunię i Bułgarię.